# May (Familienname)

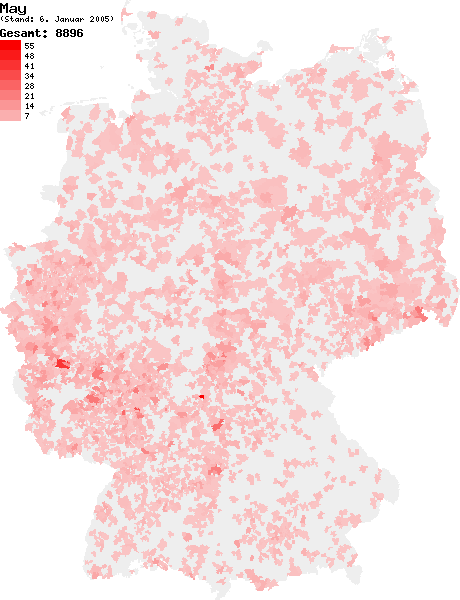
Verteilung des Nachnamens „May“ in Deutschland

May ist ein deutscher Familienname, kommt aber auch häufig in englischsprachigen Ländern vor.

## Herkunft
Der Name May ist eine veraltete Schreibweise und bedeutet „Mai“. Der Familienname May oder Mai kann zwei Ursprünge haben: Er kann sich zum einen auf den Geburtstermin seines Namensträgers beziehen. Zum anderen könnte er sich im deutschsprachigen Raum auch auf den Häusernamen beziehen, in dem der Namensträger wohnte, z. B. „Haus zum Meien“ (Meien = 'Kranz'). Häusernamen sind ab dem 12. Jahrhundert üblich, zunächst in Köln, später im Osten und Süden bis nach Wien, seltener im Nordosten Deutschlands.

## Varianten
- Mey, Mai

## Namensträger

### A
- Abraham Bernard May (1912–1993), namibischer Chirurg und Politiker
- Adam May (1855–1936), deutscher Lederfabrikant
- Adolf D. May (1927–2023), US-amerikanischer Verkehrswissenschaftler
- Alan May (* 1965), kanadischer Eishockeyspieler
- Albert May, eigentlicher Name von Otto Albert (1885–1951), deutscher Lehrer, Schriftsteller und Lyriker
- Albert May (Schauspieler) (eigentlich Albert Maienfisch; 1897–1985), Schweizer Schauspieler und Sänger
- Albert Emil May (1909–1995), US-amerikanischer Mathematiker
- Albrecht Friedrich May (1773–1853), Schweizer Politiker und Diplomat
- Alexander May (Schauspieler) (1927–2008), deutscher Schauspieler, Drehbuchautor, Regisseur und Produzent
- Alexander May (Regisseur, 1970) (* 1970), deutscher Regisseur
- Alfred May (Philologe) (1804–um 1878), britischer Linguist, Skandinavist und Übersetzer
- Alfred May (Kunsthistoriker) (1908–1990), österreichischer Kunsthistoriker und Museumsdirektor
- Allan Nunn May (1911–2003), britischer Physiker und Spion
- Andreas May (1817–1899), deutscher Jurist und Dichter
- Andrew J. May (1875–1959), US-amerikanischer Politiker
- Angelica May (1933–2018), deutsche Cellistin und Musikpädagogin
- Anna May, Ehename von Anna Tassopoulos (1915–2007), griechische Opernsängerin (Sopran)
- Anna von May-Rychter (1864–1954), deutsche Malerin und Anthroposophin
- Anne May (* 1961), deutsche Literaturwissenschaftlerin und Bibliothekarin
- Arne May (* 1961), deutscher Neurologe und Neurowissenschaftler
- Arthur May (Widerstandskämpfer) (1902–1933), deutscher Journalist, Politiker und Widerstandskämpfer
- Arthur J. May (Arthur James May; 1899–1968), US-amerikanischer Historiker und Hochschullehrer
- Artur May (1922–2019), deutscher Jurist
- August May (1826–1886), deutscher Chemiker und Fabrikant

### B
- Barbara May (* 1961), österreichische Schauspielerin
- Bartholomäus May (1446–vor 1531), bernischer Heerführer und Staatsmann
- Beat Ludwig May (1697–1747), Schweizer Offizier und Politiker
- Bernd May (* 1954), deutscher Leichtathlet
- Bernhard May (1783–1856), deutscher Müller und Revolutionär
- Bernhard May (Politikwissenschaftler) (* 1952), deutscher Politikwissenschaftler
- Bill May (* 1979), US-amerikanischer Synchronschwimmer
- Billy May (Edward William May Jr.; 1916–2004), US-amerikanischer Musiker und Komponist
- Bob May (Schauspieler) (1939–2009), US-amerikanischer Schauspieler und Stuntman
- Bob May (Golfspieler) (Robert Anthony May; * 1968), US-amerikanischer Golfspieler
- Brad May (* 1971), kanadischer Eishockeyspieler
- Brian May (Komponist) (1934–1997), australischer Komponist
- Brian May (* 1947), britischer Gitarrist (Queen)
- Bruno May (1880–1959), deutscher Maler, Bildhauer und Grafiker
- Butler May (1894–1917), US-amerikanischer Vaudeville-Künstler, Sänger, Songwriter, Pianist und Komiker

### C
- Carey May-Edge (* 1959), irische Marathonläuferin
- Carl May (1747–1822), deutscher Korkschnitzer
- Carl Christian Wilhelm May (1777–1846), deutscher Politiker
- Carl Friedrich Rudolf May (1768–1846), Schweizer Politiker
- Catherine Dean May (1914–2004), US-amerikanische Politikerin
- Charles May (Polizist) (1818?–1879), britischer Polizist und Kolonialbeamter
- Charles H. May (Charles Henry May; 1861–1943), US-amerikanischer Physiologe
- Charles S. May (Charles Sedgwick May; 1830–1901), US-amerikanischer Politiker
- Christine May (* 1948), schottische Politikerin irischer Abstammung
- Christof May (* 1970), deutscher Klarinettist und Saxofonist
- Christof May (Theologe) (1973–2022), Domkapitular des Bistums Limburg und Regens im Limburger Priesterseminar
- Christoph May (1757–1828), deutscher Librettist und Übersetzer
- Corinna May (* 1970), deutsche Sängerin
- Cornelis Jacobszoon May, niederländischer Entdecker, Kapitän und Pelzhändler

### D
- Daniel May (* 1981), deutscher Politiker (Bündnis 90/Die Grünen)
- David May (Informatiker) (* 1951), britischer Informatiker
- David May (Fußballspieler) (* 1970), englischer Fußballspieler
- David May (DJ) (* 1974), Schweizer DJ
- Deborah May, Schauspielerin
- Derrick May (* 1963), US-amerikanischer Musiker
- Dick May (1859–1925), französische Journalistin und Schriftstellerin
- Doro May (* 1953), deutsche Schriftstellerin
- Dwight May (1822–1880), US-amerikanischer Politiker

### E
- Earl May (1927–2008), US-amerikanischer Jazzbassist
- Eddie May (Fußballspieler, 1943) (Edwin Charles May; 1943–2012), englischer Fußballspieler und -trainer
- Eddie May (Fußballspieler, 1967) (Edward Skillion May; * 1967), schottischer Fußballspieler
- Edgar May (* 1960), deutscher Kabarettist, siehe Ranz und May
- Edmund May (Verleger) (1859–1914), deutscher Theateragent und -direktor, Künstlerischer Leiter, Chefredakteur und Verleger
- Edmund May (Architekt) (Alwin Heinrich Edmund May; 1876–1956), deutscher Architekt und Fachschullehrer
- Edna May (geb. Edna May Pettie; 1878–1948), US-amerikanische Schauspielerin und Sängerin
- Eduard May (1905–1956), deutscher Biologe, Wissenschaftstheoretiker und Philosoph
- Edward May (Fußballspieler) (1865–1941), englischer Fußballspieler
- Edward Harrison May (1824–1887), US-amerikanischer Maler britischer Abstammung
- Edward John May (1853–1941), britischer Architekt
- Edward Ralph May (1819–1852), US-amerikanischer Politiker
- Edwin H. May (1924–2002), US-amerikanischer Politiker
- Ekkehard May (* 1937), deutscher Japanologe
- Elaine May (* 1932), US-amerikanische Schauspielerin, Drehbuchautorin und Regisseurin
- Elizabeth May (Politikerin) (* 1954), kanadische Politikerin und Rechtsanwältin
- Elizabeth May (Triathletin) (* 1983), luxemburgische Triathletin
- Elmar May (1939–1999), deutscher Fußballspieler
- Emil May (1850–1933), deutscher Wasserbauingenieur und Beamter
- Erich J. May (* 1930), deutscher Theaterwissenschaftler
- Erik von Grawert-May (* 1944), deutscher Wirtschaftswissenschaftler
- Ernest May (1878–1952), britischer Hammer-, Speer- und Diskuswerfer
- Ernest R. May (1928–2009), US-amerikanischer Historiker
- Ernst May (Architekt, 1878) (1878–1954), deutscher Architekt
- Ernst May (1886–1970), deutscher Architekt und Stadtplaner
- Eugen May (* 1954), deutscher Schauspieler
- Eva May (1902–1924), österreichische Schauspielerin
- Eva-Maria May (* 1985), deutsche Schauspielerin

### F
- Ferdinand May (1896–1977), deutscher Dramaturg und Autor
- Ferdinand May (Mediziner) (1898–1978), deutscher Urologe und Hochschullehrer
- Fiona May (* 1969), italienische Leichtathletin
- Florence May (1845–1923), britische Pianistin, Musikschriftstellerin und Komponistin
- Francis Henry May (1860–1922), britischer Kolonialgouverneur
- Franz May (Politiker, 1869) (1869–1938), deutscher Kaufmann und Politiker, Senator in Bremen
- Franz May (Politiker, 1903) (1903–1969), deutscher Politiker (NSDAP) und SA-Führer
- Franz Anton May (1742–1814), deutscher Gynäkologe und Hochschullehrer, siehe Franz Anton Mai
- Friedrich von May (General, 1653) (1653–1721), Schweizer General
- Friedrich von May (General, 1695) (1695–1776), niederländischer General
- Friedrich von May (General, 1708) (1708–1799), niederländischer General
- Friedrich May (1773–1853), Schweizer Politiker, siehe Albrecht Friedrich May
- Friedrich May (Maler) (1927–2009), deutscher Maler und Grafiker
- Friedrich May (Segler) (* 1947), deutscher Segler
- Friedrich Wilhelm May (1820–1905), deutscher Landwirt und Politiker (DFP)
- Fritz May (1914–1993), deutscher Winzer und Politiker (FDP, DRP, NPD)

### G
- Georg May (Tiermediziner) (1819–1881), deutscher Veterinärmediziner
- Georg May (Theologe) (* 1926), deutscher Theologe und Kirchenrechtler
- Georg Heinrich May (1790–1853), deutscher Architekt und Baubeamter
- Georg Oswald May (1738–1816), deutscher Maler
- Gerhard May (Bischof) (1898–1980), österreichischer Geistlicher, Bischof der Evangelischen Kirche
- Gerhard May (Theologe) (1940–2007), deutscher Theologe und Hochschullehrer
- Gisela May (1924–2016), deutsche Sängerin und Schauspielerin
- Glado von May (* 1937), Schweizer Opernregisseur und Intendant
- Guido May (* 1968), deutscher Schlagzeuger
- Guillermo May (Luis Guillermo May Bartesaghi, * 1998), uruguayischer Fußballspieler
- Günter May (* 1951), deutscher General
- Günther May (* 1922), deutscher Künstler
- Gustav May (1897–1975), deutsch-österreichischer Schauspieler

### H
- Hans May (Komponist) (1886–1958), österreichisch-deutsch-britischer Komponist
- Hans May (Mediziner) (1902–1975), deutscher Chirurg
- Hans May (Theologe) (1931–2019), deutscher Theologe und Pfarrer
- Hans May-Korbach (1902–nach 1976), deutscher Maler und Grafiker
- Hans-Ulrich May (* 1935), deutscher Neurologe, Neurophysiologe und Psychiater
- Heinrich May (1632–1696), deutscher Mediziner, siehe Heinrich Majus
- Heinrich May (Mediziner) (1825–1915), deutscher Mediziner
- Heinrich May (Bildhauer) (1849–1911), deutscher Bildhauer
- Heinrich May (Schauspieler) (1883–1914), deutscher Schauspieler und Regisseur
- Heinrich May (Zeichner) (1887–1969), deutscher Zeichner
- Heinz May (1878–1954), deutscher Maler
- Hellmut May (1921–2011), österreichischer Eiskunstläufer
- Helmut May (Komponist) (1929–2013), deutscher Komponist und Schriftsteller
- Helmut May (Kameramann), deutscher Kameramann
- Henning May (* 1992), deutscher Sänger
- Henriette May (geb. Henriette Lövinson; 1862–1928), deutsche Frauenrechtlerin, Lehrerin und Sozialarbeiterin
- Henry May (1816–1866), US-amerikanischer Politiker
- Herbert May (1926–2012), deutscher Basketballfunktionär und -schiedsrichter
- Herbert May (Hausforscher) (* 1958), Dr.-Ing., Denkmalpfleger, Museumsleiter
- Hermann May (Jurist) (1832–1900), deutscher Rechtsanwalt, Politiker und Schriftsteller
- Hermann May (Wirtschaftswissenschaftler) (1936–2011), deutscher Wirtschaftswissenschaftler und Hochschullehrer
- Hermine May (* 1973), rumänische Sängerin (Mezzosopran)
- Hugh May (1621–1684), englischer Architekt
- Hugo May (1840–1899), Entomologe und Sammler

### I
- Iba May (* 1998), deutscher Fußballspieler
- Imelda May (* 1974), irische Sängerin und Musikerin
- Ira May (* 1987), Schweizer Sängerin
- Isabel May (* 2000), US-amerikanische Schauspielerin
- Isabella May (1850–1926), englisch-neuseeländische Suffragette, Mitglied der Women’s Christian Temperance Union New Zealand und Kleidungsreformer

### J
- J. Peter May (Jon Peter May; * 1939), amerikanischer Mathematiker
- Jack May (Schauspieler) (1922–1997), britischer Schauspieler
- Jack May (Tennisspieler) (1925–2012), australischer Tennisspieler
- Jakob von May († 1480/1485), Schweizer Politiker
- Jakob May (Beamter) (1789–1873), deutscher Beamter
- Jakob May (Fußballspieler), deutscher Fußballspieler
- James May (* 1963), britischer Fernsehmoderator
- Jan May (Trainer), deutscher Leichtathletiktrainer
- Jan May (Kunsthistoriker) (Jan Andreas May; * 1973), deutscher Kunsthistoriker
- Jan May (Radsportler) (* 1995), deutscher Radsportler
- Jan Felix May (* 1993), deutscher Jazzmusiker
- Jan Jacobs May van Schellinkhout, niederländischer Kapitän
- Jerzy May (* 1966), deutscher Schauspieler und Rundfunkmoderator

- Jesse May (* 1980), US-amerikanischer Kommentator
- Jessica May (Pornodarstellerin) (* 1979), tschechische Pornodarstellerin
- Jessica May (Schauspielerin) (* 1993), brasilianisch-türkische Schauspielerin
- Jessica May (Fußballspielerin) (* 1999), deutsche Fußballspielerin
- Jochen May, deutscher Basketballspieler
- Jodhi May (* 1975), britische Schauspielerin
- Joe May (1880–1954), österreichischer Schauspieler und Regisseur
- Johann May (Heimatforscher) (1855–1934), deutscher Lehrer und Heimatforscher
- Johann Burchard May (auch Majus, Maius, Mai, Maie; 1652–1726), deutscher Philologe und Historiker
- Johann Ernst May (1785–1861), deutscher Generalmajor
- Johann Friedrich May (auch Mai; 1697–1762), deutscher Ethnologe und Politikwissenschaftler
- Johann Heinrich May der Ältere (auch Johann Heinrich Majus, Johann Heinrich Mai; 1653–1719), deutscher Theologe, Philologe und Historiker
- Johann Heinrich May der Jüngere (auch Johann Heinrich Majus, Johann Heinrich Mai; 1688–1732), deutscher Philologe und Hochschullehrer
- Johann Martin May (Politiker) (1793–1866), deutscher Politiker
- Johann Martin May (Unternehmer) (1825–1919), deutscher Unternehmer
- Johann Rudolf von May (1652–1715), französischer General
- Johann Valentin May (1827–1908), deutscher Jurist und Beamter
- Johannes May (1592–1671), deutscher Arzt
- Johannes May (Mediziner) (um 1440-ca. 1482), deutscher Mediziner und Hochschullehrer
- John D’Arcy May (* 1942), australischer Theologe
- John Lawrence May (1922–1994), US-amerikanischer Geistlicher, Erzbischof von St. Louis
- Jonny May (* 1990), englischer Rugby-Union-Spieler
- Josef May (* 1960), deutscher Unternehmensmanager
- Joseph May (1836–1918), US-amerikanischer Geistlicher und Theologe
- Julian May (1931–2017), US-amerikanische Schriftstellerin
- Julie von May (von Rued) (1808–1875), Schweizer Frauenrechtlerin
- Jürgen May (Leichtathlet) (* 1942) deutscher Leichtathlet
- Jürgen May (Politiker) (* 1950), deutscher Politiker (SPD)
- Jürgen May (Epidemiologe) (* 1965), deutscher Epidemiologe

### K
- Karl May (1842–1912), deutscher Schriftsteller
- Karl May (Bildhauer) (1884–1961), deutscher Bildhauer und Maler
- Karl-Hermann May (1903–1990), deutscher evangelischer Theologe und Historiker
- Karl M. May (1893–1943), österreichischer Komponist von Schlagern, Revuen, Operetten und Filmmusiken
- Karl Maria May (1886–1963), österreichischer Maler
- Katie May (1981–2016), US-amerikanisches Model
- Kenneth May (1915–1977), US-amerikanischer Mathematikhistoriker
- Kiley May, kanadische Geschichtenerzählerin, Schauspielerin, Drehbuchautorin, Filmemacherin und Two-Spirit-Aktivistin
- Klara May (1864–1944), deutsche Ehefrau von Karl May
- Klaus May (Architekt) (1920–2012), deutscher Architekt
- Klaus May (Radsportler) (1939–2004), deutscher Radsportler
- Kristina May (* 1987), kanadische Beachvolleyballspielerin
- Kurt May (1892–1959), deutscher Literaturhistoriker

### L
- Leontine May, spanische Schauspielerin
- Lin May (1973–2023), deutsch-irakische Bildhauerin
- Lisa May-Mitsching (* 1991), deutsche Synchronsprecherin
- Ludwig von May († nach 1904), deutscher Jurist
- Ludwig May (Jurist, 1903) (1903–1973), deutscher Rechtsanwalt und Musiklehrer
- Ludwig May (Maler) (* 1965), deutscher Maler

### M
- Mabel May (1877–1971), kanadische Malerin
- Mabel May-Yong (1884–1968), deutsche Tänzerin und Stummfilmschauspielerin
- Manfred May (* 1948), deutscher Künstler und Kurator
- Márcio May (* 1972), brasilianischer Radrennfahrer
- Maria May (Textildesignerin) (1900–1968), deutsche Textildesignerin
- Maria May (Schauspielerin) (* 1998), US-amerikanische Tänzerin, Schauspielerin und Synchronsprecherin
- Maria May Brodney (1894–1973), australische Politikerin
- Maria Theresia May (1851–1927), österreichische Journalistin und Schriftstellerin
- Marie-Chantal May Canellas (* 1973), Schweizer Bundesrichterin
- Mark Dornford-May (* 1955), britischer Regisseur
- Martin May (* 1961), deutscher Schauspieler
- Mathilda May (* 1965), französische Schauspielerin
- Matthias May (1884–1923), deutsch-österreichischer Maler und Grafiker
- Max von May († 1920), Schweizer Fischzüchter und Verbandsfunktionär
- Max May († 1959), deutscher Architekt und Künstler
- Maximilian May (* 1988), deutscher Radrennfahrer
- Melina May (* 1995), deutsche Pornodarstellerin
- Mia May (1884–1980), österreichische Schauspielerin
- Michael May (Hoffaktor) (um 1680–1737), deutscher Hoffaktor und Stifter
- Michael May (Rennfahrer) (* 1934), Schweizer Automobilrennfahrer
- Michael May (Sozialpädagoge) (* 1956), deutscher Sozialpädagoge
- Michael May (Politikwissenschaftler) (* 1973), deutscher Politikwissenschaftler
- Michael May (Leichtathlet) (* 1979), deutscher Langstreckenläufer
- Michael L. May, US-amerikanischer Insektenkundler
- Michaela May (* 1952), deutsche Schauspielerin
- Miranda May (* 1996), US-amerikanische Schauspielerin
- Missy May (* 1986), österreichische Moderatorin, Sängerin und Schauspielerin
- Misty May-Treanor (* 1977), US-amerikanische Beachvolleyballspielerin
- Mitchell May (1870–1961), US-amerikanischer Politiker
- Moira May (* 1991), deutsche Synchronsprecherin

### N
- Nicholas May (* 1989), deutscher Basketballspieler
- Niklas May (* 2002), deutscher Fußballspieler
- Nina May (* 1965), österreichische Autorin und Journalistin
- Norrie May-Welby (* 1961), schottisch-australischer Cartoonist und Transgender-Aktivist
- Nourhene May (* 1991), tunesische Gewichtheberin

### O
- Olivia May (* 1985), US-amerikanische Schauspielerin, Sängerin und Musikerin
- Olivier May (* 1957), Schweizer Schriftsteller
- Otto May (Agronom) (1833–1914), deutscher Agrarwissenschaftler
- Otto May (Mediziner) (1879–1946), britischer Physiologe
- Otto May (Propagandafunktionär) (1897–1928/1929), deutscher Propagandafunktionär
- Otto May (Ingenieur) (1900–1961), deutscher Ingenieur, Erfinder, Unternehmer und Hochschullehrer
- Otto May (Maler), deutscher Maler
- Otto May (Sammler) (* 1951), deutscher Lehrer und Postkartensammler
- Otto May (Offizier), deutscher Marineoffizier
- Otto B. May (1880–1952), deutsch-US-amerikanischer Pharmakologe, Chemiker und Industrieller
- Otto Heinrich May (1887–1977), deutscher Historiker und Bibliothekar

### P
- Paul May (1909–1976), deutscher Regisseur, Drehbuchautor und Produzent
- Paul May (Politiker), deutscher Politiker (KPD), Bezirksbürgermeister von Berlin-Treptow
- Paula May-Pillesmüller (1891–1946), österreichische Malerin und Kunstpädagogin
- Peter May (Maler) (* 1926), deutscher Maler
- Peter May (Cricketspieler) (1929–1994), englischer Cricketspieler
- Peter May (Schriftsteller) (* 1951), schottischer Schriftsteller
- Peter May (Künstler) (* 1952), deutscher Bildhauer und Maler
- Peter May (Unternehmensberater) (* 1958), deutscher Unternehmensberater
- Phil May (Karikaturist) (Philip William May; 1864–1903), britischer Karikaturist
- Phil May (Leichtathlet) (Philip John May; 1944–2014), australischer Weit- und Dreispringer
- Phil May (Rugbyspieler) (* 1956), walisischer Rugby-Union-Spieler
- Phil May (Sänger) (Philip Arthur Dennis Wadey; 1944–2020), britischer Rocksänger
- Philipp May (1776–1851), deutscher Landwirt und Politiker, MdL Nassau

### R
- Rafael May, australischer Komponist
- Ralphie May (1972–2017), US-amerikanischer Comedian und Schauspieler
- Raphael Ernst May (1858–1933), deutscher Wirtschaftspublizist
- Regina May (1923–1996), deutsche Grafikerin und Illustratorin
- Reginald May (1879–1958), britischer General
- Reinhard May (* 1947), deutscher Rechtswissenschaftler, Philosoph und Hochschullehrer
- Renato May (1909–1969), italienischer Filmeditor und Regisseur
- René May (1894–1969), Schweizer Bauingenieur
- Richard May (Mediziner) (1863–1937), deutscher Internist
- Richard May (Journalist) (1886–1970), deutscher Journalist und Schriftsteller
- Richard May (Jurist) (1938–2004), britischer Jurist, Richter und Politiker
- Ricky May-Wolsdorff (* 1963), österreichische Schauspielerin und Regisseurin
- Robert May (1936–2020), australischer Zoologe
- Roland May (Fußballspieler) (* 1942), deutscher Fußballspieler
- Roland May (Schauspieler) (* 1955), deutscher Schauspieler, Theaterregisseur und Intendant
- Roland May (Regisseur) (* 1960), deutscher Fernsehregisseur und Autor
- Roland May alias Roland 138 BPM (* 1964), deutscher Techno-DJ und -Musiker
- Roland May (Architekturhistoriker) (* 1969), deutscher Architekturhistoriker
- Rolf May (* 1956), deutscher Maler und Bildhauer
- Rollo May (1909–1994), US-amerikanischer Psychotherapeut
- Rudi May (Musiker) (1927–2009), deutscher Kaufmann, Zitherspieler und Musikfunktionär
- Rudi May (Unternehmer) (1941–2019), deutscher Bauunternehmer
- Rüdiger May (Autor) (1949–2024), deutscher Politikwissenschaftler und Berater
- Rüdiger May (* 1974), deutscher Boxer
- Rudolf May (SA-Mitglied) (1902–1941), deutsch-österreichischer SA-Führer
- Rudolf May (Unternehmer) (1905–nach 1971), deutscher Unternehmer
- Rudolf May (Fußballtrainer) (1953–2015), deutscher Fußballtrainer und -funktionär
- Ruth May (* 1967), Oberste Pflegebeauftragte für England

### S
- Samuel E. May (1826–1894), US-amerikanischer Politiker
- Scott May (Basketballspieler) (* 1954), US-amerikanischer Basketballspieler
- Scott May (Baseballspieler) (* 1961), US-amerikanischer Baseballspieler
- Scott May (Eishockeyspieler) (* 1982), kanadischer Eishockeyspieler
- Sean May (* 1984), US-amerikanischer Basketballspieler
- Sebastian May (* 1988), deutscher Radrennfahrer
- Sibylle May, britische Bildhauerin
- Stefan May (* 1956), deutscher Volkswirt
- Stevie May (eigentlich Steven May; * 1992), schottischer Fußballspieler
- Suzanne May (* 1971), britische Schauspielerin

### T
- Tanja May (Sängerin) (* 1947), deutsche Schlagersängerin
- Tanja May (Journalistin) (* 1973), deutsche Boulevard-Journalistin
- Teresa May (* 1966), britisches Model
- Theodor W. May (* 1953), deutscher Psychologe, Mathematiker und Hochschullehrer
- Theresa May (* 1956), britische Politikerin
- Thomas May (Dichter) (1595–1650), englischer Dichter und Historiker
- Thomas May (Wissenschaftsmanager) (* 1958), deutscher Wissenschaftsmanager
- Thomas May (Footballspieler) (* 1959), deutscher American-Football-Spieler
- Thomas May (Moderator) (* 1975), österreichischer Moderator
- Tim May (* 1991), deutscher Eishockeyspieler
- Timothy C. May (1951–2018), US-amerikanischer Informatiker
- Tina May (1961–2022), britische Jazzsängerin
- Todd May (* 1955), US-amerikanischer Philosoph
- Toni May (1914–2004), deutscher Maler
- Torsten May (* 1969), deutscher Boxer

### V
- Valerie May-Hülsmann (1883–1946), deutsche Malerin und Illustratorin für Jugendbücher

### W
- Walo von May (1879–1928), Schweizer Illustrator
- Walter May (Politiker) (1900–1953), deutscher Politiker (SPD)
- Walter May (Dirigent) (1917–nach 1988), deutscher Dirigent
- Walter May (Autor) (1937–2024), deutscher Architekturhistoriker und Autor
- Walther May (1868–1926), deutscher Zoologe und Schriftsteller
- Wera May (1906–2003), deutsche Richterin am Oberlandesgericht und Verfassungsrichterin
- Werner May (Schriftsteller) (1903–1975), deutscher Lehrer, Pfarrer und Schriftsteller
- Werner May (Psychologe) (* 1949), deutscher Psychologe und Autor
- Wilhelm May (Mediziner) (1875–1964), deutscher Mediziner
- Wilhelm May (Chronist) (1940–2010), deutscher Chronist und Publizist
- Willi May (1911–1972), deutscher Fußballspieler
- William May (Admiral) (1849–1930), britischer Admiral
- William E. May (1928–2014), US-amerikanischer Theologe
- William F. May (1915–2011), US-amerikanischer Manager
- William L. May (1793–1849), US-amerikanischer Politiker
- Willie May (1936–2012), US-amerikanischer Hürdenläufer
- Willy May (1896–1962), deutscher Schachkomponist
- Winfried Huyer-May (* 1941/1942), deutscher Jurist und Komponist
- Wolfgang May (1932–1998), deutscher Bildhauer